# Kramers' woordenboeken

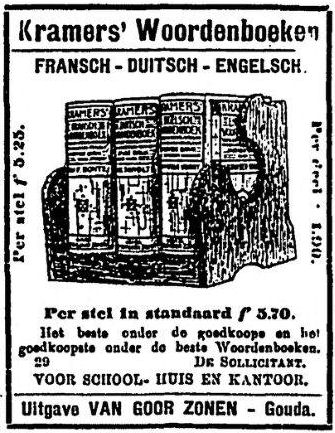
Advertentie in de Nieuwe Rotterdamsche Courant (1911)

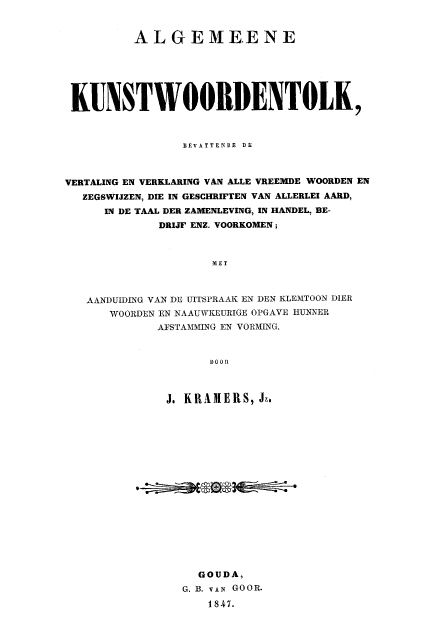
Titelblad van de Algemeene Kunstwoordentolk (1847)

Kramers' woordenboeken was een Nederlandse woordenboekenserie.

## Historie
De woordenboeken danken hun naam aan lexicograaf Jacob Kramers Jzn. (1802-1869) die in dienst was bij de uitgeverij van G.B. van Goor in Gouda. Hij publiceerde in 1847 zijn eerste woordenboek, de Algemeene Kunstwoordentolk, een boek van 950 pagina's. 
In 1857 verscheen op zakformaat het eerste vertaalwoordenboek Frans, gevolgd door Duits (1858) en Engels (1859). Deze verschenen onder het pseudoniem A. Jaeger. Kramers was in die tijd al een bekend lexicograaf en druk bezig met het samenstellen van een eigen woordenboek Nederlands-Frans. Hij kon of wilde zijn naam op dat moment niet verbinden aan zakwoordenboekjes. Uit onderzoek in de jaren negentig van de twintigste eeuw bleek, dat voor deze zakwoordenboeken gebruik was gemaakt van werk van uitgeverij Tachnitz, dat slechts enigszins door Kramers was bewerkt. In 1862 werd Kramers Nieuw Nederlandsch-Fransch Woordenboek uitgebracht.
Pas bij de derde druk van de zakwoordenboeken, in 1866, werd publiekelijk bekendgemaakt dat Kramers deze had samengesteld. Dat zal mede te maken hebben met de nieuwe Nederlandse spelling van De Vries en Te Winkel. Aanvankelijk werden de series onder de namen Jaeger en Kramers naast elkaar uitgegeven, waarbij de Kramersserie in de nieuwe spelling verscheen. Pas zo'n twintig jaar later werd de Jaegerserie gestaakt.

## Bewerkingen
Na Kramers' dood bleven de woordenboeken onder zijn naam uitgegeven worden, waarbij verscheidene lexicografen zijn werk overnamen. Zo werd Kramers' Algemeene Kunstwoordentolk (1847), aanvankelijk als Kramers' Woordentolk, in de twintigste eeuw onder meer bewerkt door F.P.H. Prick van Wely, G.A. Brands, R.W. Lieve en C. Kruyskamp. De zakwoordenboekjes werden door de generaties bewerkers na Kramers uitgebreid en vanaf 1910 gepubliceerd als volwaardige woordenboeken. De Woordentolk kreeg in 1912 de naam Algemeen verklarend Woordenboek en werd in 1948 voor het eerst in een beknoptere versie uitgebracht onder de naam Kramers' Woordenboek.
Medio jaren zeventig van de twintigste eeuw werd de uitgave van Kramers' woordenboeken overgenomen door uitgeverij Elsevier en later door Uitgeverij Het Spectrum. In 2001 werden de woordenboeken opgenomen in het fonds van Prisma en sinds 2005 worden ze ook onder die naam uitgegeven.

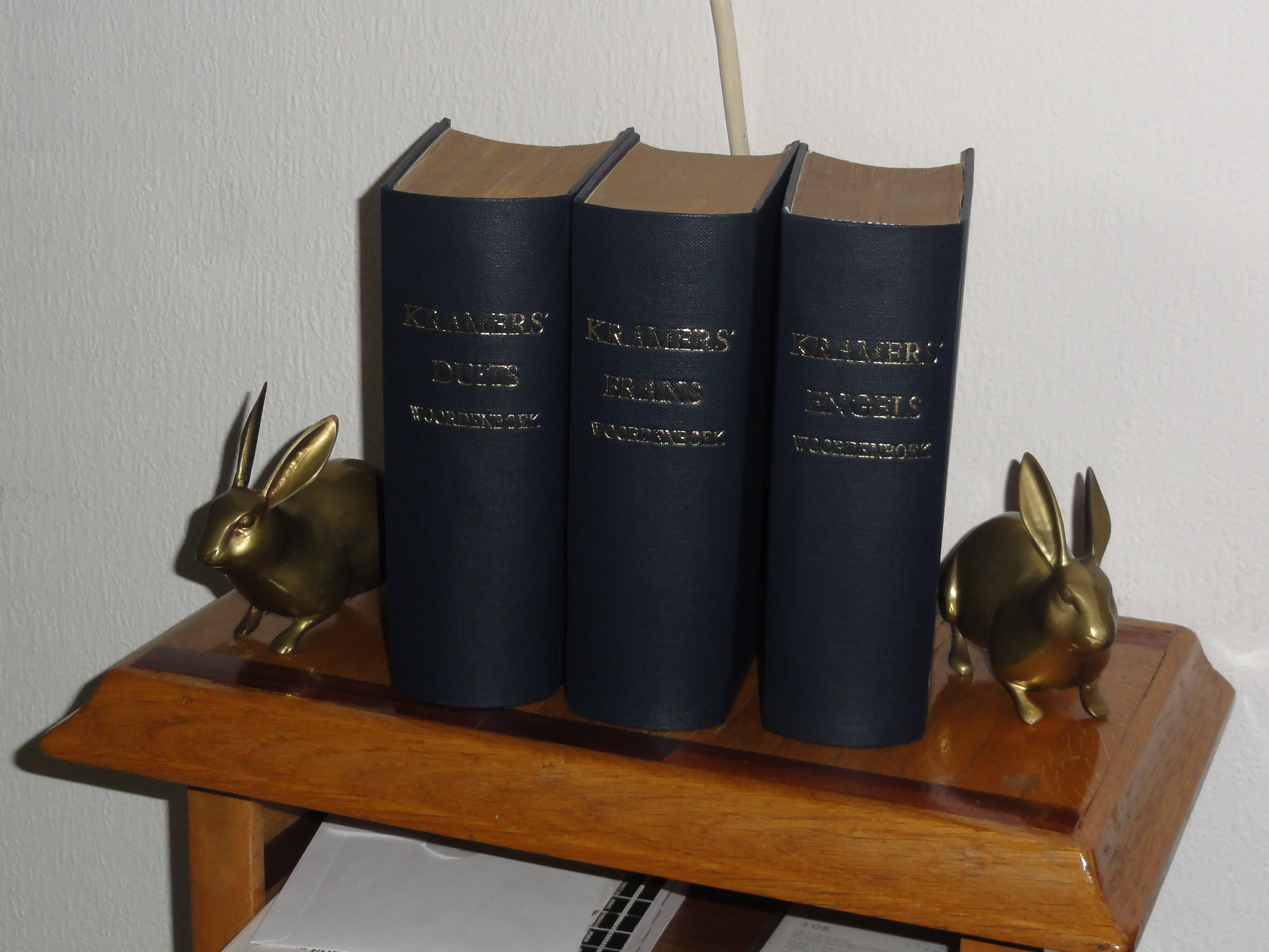
Kramers' woordenboeken